# Haruka Tačimotová
Haruka Tačimotová (* 3. srpna 1990 Imizu, Japonsko) je japonská zápasnice–judistka, olympijská vítězka z roku 2016.

## Sportovní kariéra
S judem začínala v rodném Imizu na základní škole po boku své o rok starší sestry Megumi. V japonské seniorské reprezentaci se poprvé objevila v roce 2009 jako studentka Tókaiské univerzity v Tokiu. V roce 2012 vybojovala nominaci na olympijské hry v Londýně na úkor Joriko Kuniharaové. V prvním kole si poradila s obávanou soupeřkou Kubánkou Onix Cortésovou na praporky. Ve čtvrtfinále však v závěru zápasu s Číňankou Čchen Fej ztratila vedení na dvě juka a po prodloužení rozhodčí obrátili praporky proti ní. Obsadila sedmé místo. Od roku 2014 je zaměstnankyní bezpečnostní agentury Sogho. V únoru 2015 měla problémy s dopingem, kdy jí a její týmové kolegyni Akari Ogatové podal týmový lékař kvůli nachlazení lék obsahující látku methylephedrine. Z původně navrhovaného ročního zákazu startu jim byl trest zkrácen na minimum a již v květnu mohla startovat ve světovém poháru v Ťumeni.
V roce 2016 si na úkor Čizuru Araiové zajistila nominaci na olympijské hry v Riu, kde startovala jako nenasazená judistka. Ve druhém kole, v jednom z nejkrásnějších zápasu ženského turnaje v judu, porazila ve druhé minutě nastavení technikou o-soto-gari nasazenou jedničku Nizozemku Kim Pollingovou. Ve finále se utkala s Kolumbijkou Yuri Alvearovou. Ve druhé minutě okontrovala pokus Alvearové o o-goši na juko a následně ji dostala do osae-komi (držení). Získala zlatou olympijskou medaili.
Haruka Tačimotová je levoruká judistka, představitelka klasické japonské školy juda s nádhernými technikami aši-waza — levé o-soto-gari a o-uči-gari.

### Vítězství
- 2010 – 3x světový pohár (Tunis, Rotterdam, Kano Cup)
- 2011 – 1x světový pohár (Abú Zabí)
- 2012 – 1x světový pohár (Paříž)
- 2015 – 2x světový pohár (Ťumeň, Paříž)

## Výsledky
| Olympijské hry    | —  |    |   |     | 7. |     |   |   | 1. |  |  |  |  |  |  |  |  |  |  |  |  |  |
| Mistrovství světa |    | —  | — | úč. |    | úč. | — | — |    |  |  |  |  |  |  |  |  |  |  |  |  |  |
| Asijské hry       |    |    | — |     |    |     | — |   |    |  |  |  |  |  |  |  |  |  |  |  |  |  |
| Mistrovství Asie  | —  | —  |   | 2.  | —  | —   |   | — | —  |  |  |  |  |  |  |  |  |  |  |  |  |  |
| MS juniorů        | 1. | 1. |   |     |    |     |   |   |    |  |  |  |  |  |  |  |  |  |  |  |  |  |